# 志村信裕
志村 信裕（しむら のぶひろ、1982年 - ）は、日本の現代アーティスト。

## 概要
東京都生まれ。2007年武蔵野美術大学大学院映像コース修了。
2016年から2018年まで文化庁新進芸術家海外研修制度により、フランス国立東洋言語文化大学 (INALCO) の客員研究員としてパリに滞在。
山口市、千葉県佐倉市を経て、現在は香取市を拠点に活動。

## 展示
- 「生命の庭―8人の現代作家が見つけた小宇宙」(東京都庭園美術館、2020年)
- 「千葉の新進作家vol.1 志村信裕 残照」(千葉県立美術館、2019年)
- 「21st DOMANI・明日展」(国立新美術館、2019年)
- 「六本木クロッシング2016 僕の身体、あなたの声」(森美術館、2016年）